# NGC 2097
NGC 2097 је расејано звездано јато у сазвежђу Златна риба које се налази на NGC листи објеката дубоког неба.
Деклинација објекта је - 62° 47' 8" а ректасцензија 5h 44m 16,0s. Привидна величина (магнитуда) објекта NGC 2097 износи 13,7 а фотографска магнитуда 14,1. NGC 2097 је још познат и под ознакама ESO 86-SC28.